# Farley Stillwell
Farley Stillwell es un científico ficticio que aparece en los cómics estadounidenses publicados por Marvel Comics.

## Historial de publicación
Farley Stillwell apareció por primera vez en The Amazing Spider-Man # 20 y fue creado por Stan Lee y Steve Ditko.

## Biografía del personaje ficticio
Cuando J. Jonah Jameson contrató por primera vez a Peter Parker, se maravilló de cómo se las arreglaba para obtener las fotografías. Contrató al investigador privado Mac Gargan para investigar eso. Cuando J. Jonah Jameson vio un artículo sobre inducir mutaciones de animales a humanos, visitó al científico que estableció este experimento: el Dr. Farley Stillwell. Jameson pensó primero que Stillwell era un chiflado, pero más tarde lo vio como una oportunidad para acabar con Spider-Man. La primera vez que fue a ver al Dr. Stillwell en su laboratorio, Jameson le hizo experimentar con Gargan. Farley le dio a Gargan un traje de escorpión de alta tecnología, y el Escorpión nació.
Poco después del experimento, Farley corrió algunas pruebas y descubrió que su experimento no fue un verdadero éxito. Él descubrió que Escorpión perdería la cordura cuando se hiciera más fuerte. Creando un antídoto, Stillwell se dirigió a donde Spider-Man luchaba con el Escorpión. Al conocer los efectos secundarios de la fórmula de Stillwell, Escorpión no quería perder sus poderes y subió a un edificio. Stillwell subió tras él y perdió el equilibrio. Al caer, el Dr. Stillwell lanzó el suero a Gargan en un vano intento de curarlo. Le erró y cayó a su muerte.

### Legado
Más tarde se reveló que tenía un hermano llamado Harlan Stillwell que utilizó el experimento para crear a la Mosca Humana después de que Richard Deacon lo detuviera a punta de pistola. Después de que Richard se convirtió en la Mosca Humana, le disparó a Harlan.
La tecnología de los hermanos Stillwell sería también más adelante se utilizará para dar superpoderes para la Respuesta, y el cuarto Buitre.

## Otras versiones

### House of M
- En la realidad de House of M, Stillwell aparece en un flashback como uno de los científicos (junto con Jonas Harrow y Michael Morbius) que experimentaron con Luke Cage.[5]

## En otros medios

### Televisión
- El Dr. Farley Stillwell apareció en la serie de los 1960 Spider-Man episodio "Nunca pises a un escorpión", con la voz de Tom Harvey.[6]
- El Dr. Farley Stillwell apareció en la serie de los 1990 Spider-Man episodio "La picadura del escorpión", con la voz de Michael Rye.[7] J. Jonah Jameson lo contrató para convertir a Mac Gargan en el Escorpión. Cuando Escorpión quería que Farley lo restaurara después, Farley terminó noqueado y hospitalizado. En un recuerdo en "Pide un deseo", Farley fue el científico que dirigió el experimento con neogenia,[8] un accidente durante esta le permitió a Peter Parker convertirse en Spider-Man. En "La pesadilla final," Farley fue secuestrado del hospital por el Escorpión que lo llevó al laboratorio, donde estaban Spider-Man, el Dr. Curt Connors, y Buitre. Aunque se produjo una pelea entre Spider-Man, Buitre, y Escorpión, Stillwell planeaba destruir el Recombinador Neogénico.[8][9] Sus motivaciones eran asegurarse de que los monstruos como el Escorpión no fueran creados de nuevo. El Dr. Curt Connors trató de intervenir diciendo que le ayudaría a curarlo. Cuando Farley le pregunta de qué le curaría, Curt se convirtió en el Lagarto y atacó. Spider-Man acabó con el Lagarto como Farley sobrecargaba el transformador del Recombinador causando su explosión. Farley después le explica a Curt que la neogenia es demasiado peligrosa y afirma que sus secretos permanecerán con él para siempre. A continuación, jura desaparecer, para nunca ser visto otra vez. Nunca más hizo su aparición en la serie.

### Videojuegos
- En la adaptación a videojuego de Spider-Man 3, una Dra. Stillwell (con la voz de Nika Futterman) está basada en el Dr. Farley Stillwell. En el juego, ella es la directora de MechaBioCon y utiliza al Escorpión como sujeto de cibernética militar y control mental. Ella primero lo usa que ayude a Rhino a escapar de un camión de la prisión. Después de que Spider-Man derrota al Escorpión en una zona de construcción, y lo libera del control de Stillwell, jura venganza y le pide a Spidey que lo ayude. Después de que Spider-Man y Escorpión derrotan a Rhino en MechaBioCon, Escorpión va tras Stillwell, quien luego saca un arma. Escorpión golpea el arma y está a punto de matarla, pero Spider-Man y la Dra. Andrews (una empleada que tiene sentimientos por Gargan) le ruega a Escorpión que no la mate. Escorpión escucha y se escapa por la ventana, y Stillwell es enredada por Spider-Man y más tarde detenida.
- Stillwell se menciona, aunque no por su nombre, en Marvel's Spider-Man. En un episodio de "Just the Facts with J. Jonah Jameson", Jameson culpa a Stillwell por crear al Escorpión a pesar de que pagó por el experimento, argumentando que no podía conocer las intenciones del científico y acusarlo de carecer de ética.